# 蒙特勒东
蒙特尔东（法語：Montredon）是法国洛特省的一个市镇，位于该省东北部，属于菲雅克区（Figeac）。该市镇总面积11.78平方公里，2009年时的人口为286人。
历史上法国还有多个同名市镇，现均已不存。

## 人口
蒙特尔东人口变化图示